# 宇治達郎
宇治 達郎（うじ たつろう、1919年11月25日 - 1980年11月27日）は、日本の医師。胃カメラの開発者の1人。

## 経歴
長野県上伊那郡小野村（現在の辰野町小野）出身。その後、埼玉県の大宮に移り、浦和中学、浦和高校、東京帝国大学医学部に進学し、1943年に卒業した。
卒業後、東京大学附属病院分院の外科に勤務が決まっていたが、軍医候補生として召集され中国に従軍した（第58師団司令部に所属した）。1946年に復員し、外科副手となった。1948年に林田健男助教授のもとで胃カメラの開発に着手し、オリンパス光学工業の技師であった杉浦睦夫と深海正治と共同で1950年に胃カメラを世界で初めて完成させた。1950年に医学博士を取得した。
胃カメラ開発の3年後に東大病院を辞職し、宇治病院初代院長であった父の元に帰り、開業医として務めた。

## 賞
- 平成2年吉川英治文化賞[5]
- 平成2年大宮市民栄誉賞[6]